# Hillel Neuer
Hillel C. Neuer, né en 1969 ou 1970 à Montréal, est un avocat canadien spécialiste du droit international public, un diplomate, écrivain, activiste. Il est directeur d'UN Watch, une organisation non-gouvernementale qui se donne pour mission « d’assurer que l’ONU respecte sa propre Charte et que les Droits de l’Homme soient accessibles à tous ».